# Vin Baker
Vincent Lamont (Vin) Baker (Lake Wales, Florida, 23 november 1971) is een Amerikaanse ex-basketbalspeler bij de NBA, hij speelde bij de Milwaukee Bucks, Seattle SuperSonics, Boston Celtics, New York Knicks, Houston Rockets, Los Angeles Clippers en ten slotte bij de Minnesota Timberwolves.

## Biografie
Na vier seizoenen in het collegebasketbal voor de Hartford Hawks stelde hij zich in 1993 kandidaat voor de NBA Draft. Hij werd als 8e in de eerste ronde gekozen door de Milwaukee Bucks, waar hij kort nadien ook zijn eerste contract tekende. Baker speelde 4 seizoenen voor de Bucks waarmee hij zich echter nooit kon kwalificeren voor de playoffs. Desondanks werd Baker zowel in 1995, 1996 als 1997 geselecteerd voor het NBA All-Star Game. 
In 1997 werd Baker geruild naar de Seattle SuperSonics, als onderdeel van een ruil tussen 3 teams waarbij oa. Tyrone Hill en Terrell Brandon naar Milwaukee werden geruild en Shawn Kemp en Sherman Douglas naar de Cleveland Cavaliers. In zijn eerste seizoen met de SuperSonics kon Baker zich plaatsen voor de playoffs. Na winst in de eerste ronde van de Minnesota Timberwolves moesten de SuperSonics in de halve finales van de Western Conference in 5 wedstrijden het onderspit delven tegen de Los Angeles Lakers. 
Baker nam in 2000 met het Amerikaans nationaal basketbalteam deel aan de Olympische Spelen in Tokio. Samen met oa. Kevin Garnett, Jason Kidd en Vince Carter won Baker in de finale van Frankrijk.
Na 5 seizoenen in Seattle werd Baker in juli 2002 samen met Shammond Williams geruild naar de Boston Celtics. Kenny Anderson, Vitaly Potapenko and Joseph Forte maakten dan weer de omgekeerde beweging.. Op 27 februari 2003 werd Baker door de Boston Celtics geschorst omwille van persoonlijke problemen. In het najaar van 2003 maakte Baker zelf bekend dat de aanleiding van zijn schorsing een alcoholprobleem betrof. Wegens het niet naleven van de voorwaarden van zijn ontwenningsprogramma werd het contract van Baker bij de Celtics op 18 februari 2004 ontbonden.
Op 12 maart 2004 tekende Baker een contract bij de New York Knicks waarmee hij nog de playoffs kon bereiken. In de eerste ronde van de playoffs verloren de Knicks met 4-0 van New Jersey Nets. Baker begon ook het seizoen 2004/05 bij de Knicks, maar op 24 februari 2005 werd Baker samen met Moochie Norris in ruil voor Maurice Taylor geruild naar de Houston Rockets waarvoor Baker slechts 3 wedstrijden speelde. Tijdens het seizoen 2005/06 speelde Baker nog 8 wedstrijden voor de Los Angeles Clippers. Op 2 oktober 2006 tekende Baker nog een contract bij de Minnesota Timberwolves maar Baker speelde geen enkele officiële wedstrijd voor de Timberwolves en beëindigde in 2006 zijn spelersloopbaan.
Vanaf het seizoen 2018/19 is Baker assistent-trainer bij Milwaukee Bucks, waarmee hij in 2021 NBA-kampioen werd.

## Onderscheidingen

### Als speler
- NBA All-Star Game: 1995, 1996, 1997, 1998
- NBA All-Rookie First Team: 1994
- All-NBA Second Team: 1997
- All-NBA Third Team: 1998
- FIBA Americas-kampioenschap: 1999
- Olympische Spelen: 2000
- America East Conference Player of the Year: 1993

### Als assistent-coach
- NBA-kampioen: 2021

## Statistieken

### Regulier seizoen
| Seizoen  | Team                 | WG  | WS  | MPW  | 2P%  | 3P%  | FW%   | RPW  | APW | SPW | BPW | PPW  |
| -------- | -------------------- | --- | --- | ---- | ---- | ---- | ----- | ---- | --- | --- | --- | ---- |
| 1993/94  | Milwaukee Bucks      | 82  | 63  | 31,2 | 50,1 | 20,0 | 56,9  | 7,6  | 2,0 | 0,7 | 1,4 | 13,5 |
| 1994/95  | Milwaukee Bucks      | 82  | 82  | 41,0 | 48,3 | 29,2 | 59,3  | 10,3 | 3,6 | 1,0 | 1,4 | 17,7 |
| 1995/96  | Milwaukee Bucks      | 82  | 82  | 40,5 | 48,9 | 20,8 | 67,0  | 9,9  | 2,6 | 0,8 | 1,1 | 21,1 |
| 1996/97  | Milwaukee Bucks      | 78  | 78  | 40,5 | 50,5 | 27,8 | 68,7  | 10,3 | 2,7 | 1,0 | 1,4 | 21,0 |
| 1997/98  | Seattle SuperSonics  | 82  | 82  | 35,9 | 54,2 | 14,3 | 59,1  | 8,0  | 1,9 | 1,1 | 1,0 | 19,2 |
| 1998/99  | Seattle SuperSonics  | 34  | 31  | 34,2 | 45,3 | 0,0  | 45,0  | 6,2  | 1,6 | 0,9 | 1,0 | 13,8 |
| 1999/00  | Seattle SuperSonics  | 79  | 75  | 36,1 | 45,5 | 25,0 | 68,2  | 7,7  | 1,9 | 0,6 | 0,8 | 16,6 |
| 2000/01  | Seattle SuperSonics  | 76  | 27  | 28,0 | 42,2 | 6,3  | 72,3  | 5,7  | 1,2 | 0,5 | 1,0 | 12,2 |
| 2001/02  | Seattle SuperSonics  | 55  | 41  | 31,1 | 48,5 | 12,5 | 63,3  | 6,4  | 1,3 | 0,4 | 0,7 | 14,1 |
| 2002/03  | Boston Celtics       | 52  | 9   | 18,1 | 47,8 | 0,0  | 67,3  | 3,8  | 0,6 | 0,4 | 0,6 | 5,2  |
| 2003/04  | Boston Celtics       | 37  | 33  | 27,0 | 50,5 | 0,0  | 73,2  | 5,7  | 1,5 | 0,6 | 0,6 | 11,3 |
| 2003/04  | New York Knicks      | 17  | 0   | 18,4 | 40,4 | 50,0 | 71,1  | 4,1  | 0,7 | 0,4 | 0,5 | 6,6  |
| 2004/05  | New York Knicks      | 24  | 0   | 8,0  | 34,2 | 0,0  | 46,7  | 1,5  | 0,4 | 0,1 | 0,2 | 1,4  |
| 2004/05  | Houston Rockets      | 3   | 0   | 4,3  | 0,0  | 0,0  | 100,0 | 0,7  | 0,3 | 0,0 | 0,0 | 0,7  |
| 2005/06  | Los Angeles Clippers | 8   | 1   | 10,6 | 46,7 | 0,0  | 72,2  | 2,4  | 0,5 | 0,5 | 0,5 | 3,4  |
| Carrière | Carrière             | 791 | 604 | 32,5 | 48,5 | 21,5 | 63,8  | 7,4  | 1,9 | 0,7 | 1,0 | 15,0 |

### Play-offs
| Seizoen  | Team            | WG | WS | MPW  | 2P%  | 3P%   | FW%  | RPW | APW | SPW | BPW | PPW  |
| -------- | --------------- | -- | -- | ---- | ---- | ----- | ---- | --- | --- | --- | --- | ---- |
| 1997/98  | Milwaukee Bucks | 10 | 10 | 37,1 | 53,0 | 0,0   | 42,1 | 9,4 | 1,8 | 1,8 | 1,5 | 15,8 |
| 1999/00  | Milwaukee Bucks | 5  | 4  | 35,4 | 40,0 | 0,0   | 58,8 | 7,6 | 2,0 | 1,0 | 0,4 | 14,0 |
| 2001/02  | Milwaukee Bucks | 5  | 4  | 28,8 | 50,0 | 100,0 | 77,8 | 5,0 | 0,8 | 0,6 | 1,2 | 13,2 |
| 2003/04  | New York Knicks | 4  | 0  | 14,3 | 57,1 | 0,0   | 66,7 | 3,0 | 0,3 | 0,8 | 0,5 | 5,5  |
| Carrière | Carrière        | 24 | 18 | 31,2 | 49,1 | 50,0  | 53,4 | 7,0 | 1,4 | 1,2 | 1,0 | 13,2 |

- Library of Congress Control Number: no2017090340
- Virtual International Authority File: 3133150033033411180001
- WorldCat: E39PBJvxvFy4FhT3TjX3BffTHC